# إلسا نوغويرا
إلسا نوغويرا (بالإسبانية: Elsa Noguera)‏ هي اقتصادية كولومبية، ولدت في 23 مايو 1973 في بارانكيا في كولومبيا.